# BŻ-4 Żuk

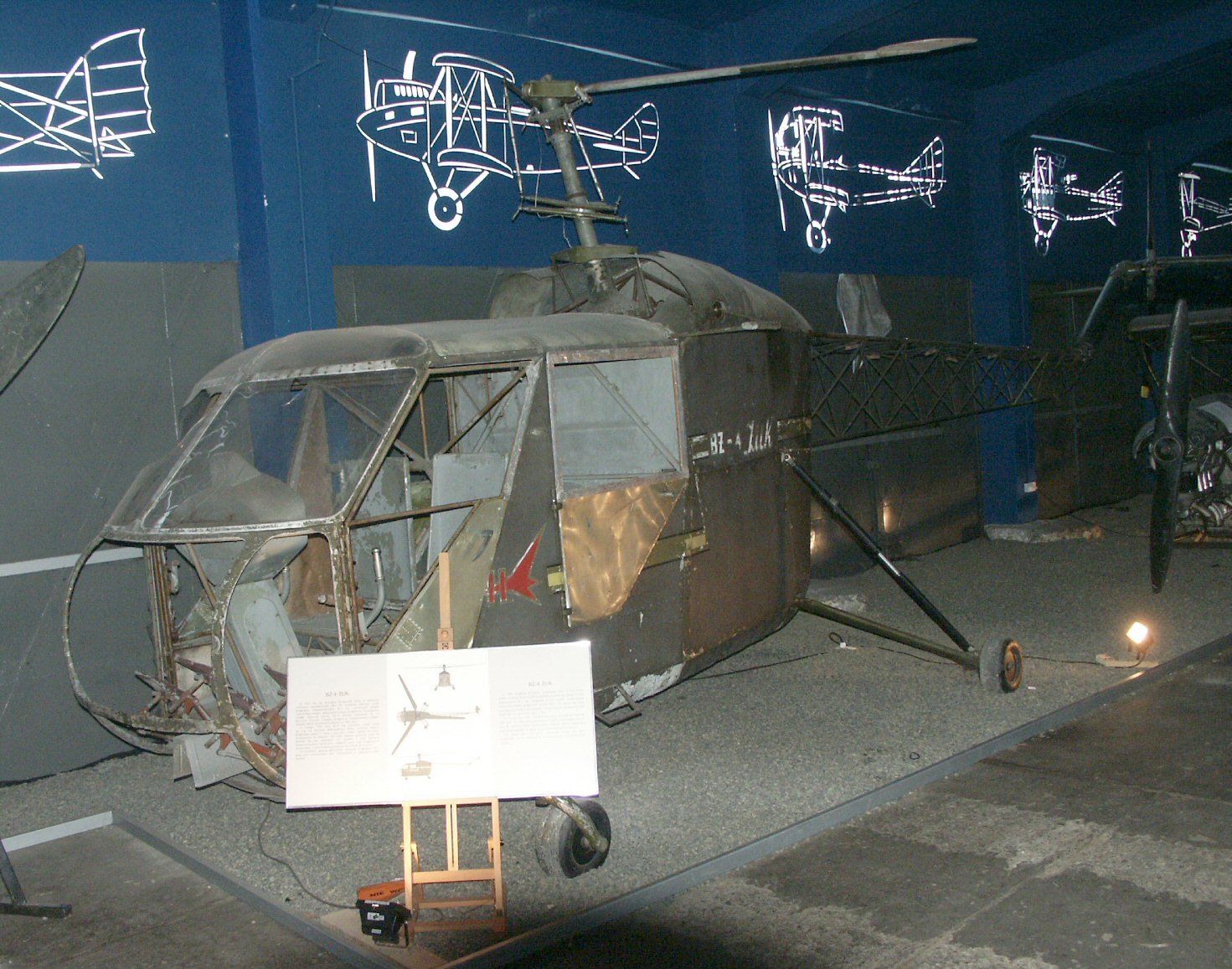
BŻ-4 Żuk na wystawie w Muzeum Lotnictwa w Krakowie

BŻ-4 Żuk – drugi zbudowany śmigłowiec polskiej konstrukcji.

## Historia
Śmigłowiec BŻ-4 Żuk jest do dziś jednym z niewielu (pod względem konstrukcyjnym) całkowicie polskich śmigłowców. Polski jest „płatowiec" łącznie z zespołem napędowym i osprzętem. Głównym konstruktorem śmigłowca był inż. Bronisław Żurakowski, konstruktor i obliczeniowiec z przedwojennej DWL-RWD. Konstruktorem silnika oraz rtęciowego sprzęgła w układzie przeniesienia napędu był doc. mgr inż. Wiktor Narkiewicz.
W 1954 roku w Instytucie Lotnictwa powstało Biuro Konstrukcji Śmigłowców, które miało za zadanie zbudować śmigłowiec w układzie jednowirnikowym, stanowiącym modyfikację systemu Hillera z dodatkowym wirnikiem sterującym. Planowano zbudowanie łącznikowej wersji dwuosobowej dla lotnictwa wojskowego oraz dla lotnictwa cywilnego czteroosobowej wersji pasażerskiej, sanitarnej, rolniczej i szkolnej.
Latem 1956 roku ukończono budowę prototypu, który 25 sierpnia został zaprezentowany na Okęciu podczas wystaw z okazji Święta Lotnictwa Polskiego. 15 października wykonano pierwszą próbę uruchomienia silnika zamontowanego na śmigłowcu, która zakończyła się uszkodzeniem napędu śmigła ogonowego. Po naprawie kolejne próby, przeprowadzone w grudniu, wykazały zbyt elastyczne zamocowanie głównej przekładni w kadłubie co skutkowało przenoszeniem się drgań wirnika na kadłub. 2 stycznia 1957 roku, podczas holowania śmigłowca na stanowisko startowe, uszkodzona została kratownica kadłuba oraz system chłodzenia silnika. Maszyna wymagała kolejnej naprawy i wzmocnienia konstrukcji. Pierwszy lot (jeszcze na uwięzi)odbył się 10 lutego 1959 roku nad lotniskiem Okęcie. Za sterami tej maszyny siedział pilot doświadczalny Instytutu Lotnictwa mgr inż. Ryszard Witkowski. 10 lutego Ryszard Witkowski wykonał na tym śmigłowcu pierwszy lot swobodny.12 lutego doszło do uszkodzenia ściągacza łopaty śmigła do pozycji azymutalnej co wymusiło kolejne naprawy. Po ich wykonaniu dalsze loty wykonywał Stanisław Wielgus. 29 sierpnia 1959 roku doszło do poważnego uszkodzenia konstrukcji śmigłowca podczas lądowania. 
W połowie 1960 roku do WSK Świdnik przekazano dokumentację techniczną Żuka wraz z kompletem rysunków warsztatowych. W 1962 roku ukończono drugi prototyp śmigłowca i zaprezentowano go na wystawie „Śmigłowce” w Warszawie. W porównaniu do pierwszego prototypu w drugim wprowadzono zmiany w oszkleniu przedniej części kadłuba, zlikwidowano otwieraną sekcję w przodzie kadłuba służącą do wkładania noszy, wprowadzono możliwość składania łopat wirnika. Śmigłowiec nie wzbudził zainteresowania wojska ani też przemysłu, zdecydowano o zakończeniu prac nad tym projektem.
Nie był to ani pierwszy, ani wyjątkowy w swych założeniach śmigłowiec. Sama koncepcja maszyny wywodzi się z roku 1953, gdy po serii udanych lotów pierwszego polskiego śmigłowca BŻ-1 GIL pomyślano nad wykorzystaniem posiadanych doświadczeń dla maszyny w pełni użytkowej, kilkuosobowej. Bronisław Żurakowski nie zdecydował się na kontynuowanie sprawdzonej linii wirnika dwułopatowego. Konstruktor obawiał się wysokiego poziomu drgań i problemów, jakie były w tej kwestii ze śmigłowcem BŻ-1 GIL. Być może też pewną rolę odgrywały patenty Hillera na dwułopatowy wirnik typu huśtawkowego. Bronisław Żurakowski skonstruował nowy, trójłopatowy wirnik główny wraz z wirnikiem sterującym - pełniącym rolę ustateczniającą i zmniejszającą siły na drążku sterowym pilota.

### Nowatorstwo śmigłowca
Nowatorstwo śmigłowca BŻ-4 Żuk polegało na:
- Koncepcji wielołopatowego układu nośnego z wirnikiem sterującym, to nowatorstwo klasy światowej. Koncepcja ta sprawdziła się całkowicie, dając rewelacyjną stateczność maszyny w zawisie oraz przyjemny pilotaż z uwagi na małe siły od sterownic.
- Elastycznym zawieszeniu przekładni głównej śmigłowca. Bronisław Żurakowski zaprojektował elastyczne zawieszenie przekładni głównej za pomocą przegubów i drążków skrętnych. W trakcie badań śmigłowca wprowadzono ulepszenie z dodatkowym układem w mechanizmie zawieszenia przekładni, sprzęgający jej działanie z ugięciem amortyzatorów podwozia przedniego. Po oderwaniu się śmigłowca od ziemi zmieniała się charakterystyka („twardość”) zawieszenia przekładni, uzyskiwano inne tłumienie na  postoju, inne - podczas lotu. Dzięki temu uzyskano zmniejszenie drgań zarówno w locie, jak i podczas postoju śmigłowca na ziemi, z pracującym wirnikiem głównym.
- Sprzęgle rtęciowym sprzęgającym silnik z przekładnią główną. Działało ono na zasadzie odśrodkowej i zapewniało sztywne połączenie (powyżej pewnej ilości obrotów) pomiędzy wałem silnika a przekładnią główną. To udana i dobrze rozwiązana koncepcja autorstwa doc. mgr. inż. Wiktora Narkiewicza. Sprzęgło to działając automatycznie bardzo łagodnie przenosiło wzrastający moment obrotowy z silnika na przekładnię główną, chroniąc zarówno łopaty wirnika głównego, jak i silnik z układem przeniesienia napędu przed przeciążeniami i uszkodzeniem.
- Konstrukcji amortyzatorów podwozia - odrębnie podwozia przedniego (amortyzacja olejowa) jak i głównego (olejowo-pneumatyczna). Bronisław Żurakowski tak dopracował charakterystykę tłumienia, iż problem drgań czy tzw. rezonansu naziemnego w tym śmigłowcu w ogóle nie występował.
- Sprzężeniu (przed odrębny zespół) kątów nastawienia łopat wirnika ogonowego z dźwignią skoku ogólnego i mocy. Podczas zaciążania wirnika głównego (zobacz sterowanie ogólne) pilot nie musiał korygować pedałami wzrastającego momentu od wirnika głównego. Dodatkowo płaszczyzna śmigła ogonowego nie była równoległa do osi podłużnej maszyny, lecz ustawiona skośnie. Niwelowało to nadmierny moment od śmigła ogonowego podczas lotu z większą prędkością – a więc i konieczność reakcji pilota. Przez to pilotaż był łatwy i niemęczący.

### Przyczyny niepowodzenia programu
- Zasadniczym czynnikiem była jakość materiałów zastosowanych do budowy – a ściślej – wytrzymałość tychże materiałów na obciążenia dynamiczne i ich odporność na zużycie zmęczeniowe. W śmigłowcu „Żuk”, dla potanienia projektu i uproszczenia zastosowano np. śrubowe ściągacze ustalające łopatę wirnika w układzie horyzontalnym. Taki ściągacz pękł w czasie prób, szczęśliwie przy znikomej prędkości lotu. W konstrukcji głowicy nie zastosowano odkuwek – elementów sprawdzonych i pewnych co do wytrzymałości zmęczeniowej.
- Zbyt szczupłe siły zespołu projektującego śmigłowiec „Żuk” (współkonstruktorami byli między innymi inż. inż.  Wiktor Narkiewicz, Jan Koźniewski i Jerzy Kotliński), nie było konstruktora mającego liczący się dorobek w zakresie konstrukcji śmigłowców.
- Zbyt liczne nowatorskie rozwiązania w konstrukcji w stosunku do za szczupłego w siły zespołu konstruktorów.
- Wiele rozwiązań konstrukcyjnych zbyt uproszczonych. W pokryciu kratownicowej konstrukcji kadłuba śmigłowca zastosowano nitowane blachy, które nie przenosząc żadnych obciążeń były źródłem nadmiernej masy a także źródłem hałasu. W podwoziu uszkodzeniu ulegały proste w swej konstrukcji okucia łączące goleń podwozia głównego z kratownicą kadłuba. Podczas prób naziemnych doszło do pęknięcia równie prostego konstrukcyjnie krzyżaka w układzie przeniesienia napędu śmigła ogonowego.
- Wadliwie zaprojektowany wentylator chłodzący silnik WN–4. W czasie prób piloci doświadczalni starali się możliwie szybko przejść przez rezonansowy obszar prędkości obrotowej silnika, jest to nie do pomyślenia w maszynie seryjnej. W wyniku rezonansu doszło do urwania się kilku łopatek. Zastosowane elementy stalowe chroniące załogę i pasażerów wiązały się z dalszym wzrostem masy śmigłowca.
- Wadliwa ergonomia. Projektując Żuka nie wykonano makiety kabiny. Niewygodne były fotele, nieergonomiczne były uchwyty dźwigni skoku ogólnego i mocy, niewygodne było też używanie korektora mocy.
- Wiotka belka ogonowa. Kratownicowa belka ogonowa miała małą wysokość, co niekorzystnie odbijało się na jej sztywności i stwarzało ryzyko zawadzenia łopatą wirnika głównego o belkę – co miało miejsce dwukrotnie.
- Wiotkie inne detale, np. popychacze sterujące kątem natarcia łopat wirnika głównego. Wyboczenie się jednego z popychaczy spowodowało pochylenie tarczy wirnika do tyłu i skończyło się to na „muśnięciu” łopatą o wał napędowy śmigła ogonowego i jego wyboczenie.
- Brak troski o estetykę i ogólny wygląd śmigłowca, mającego nieestetyczny, pudełkowaty kształt.
- Zakupienie licencji na śmigłowiec Mi-1 i szybkie rozpoczęcie produkcji (jako SM-1) w zakładach WSK Świdnik już w 1956 roku.

### Epilog

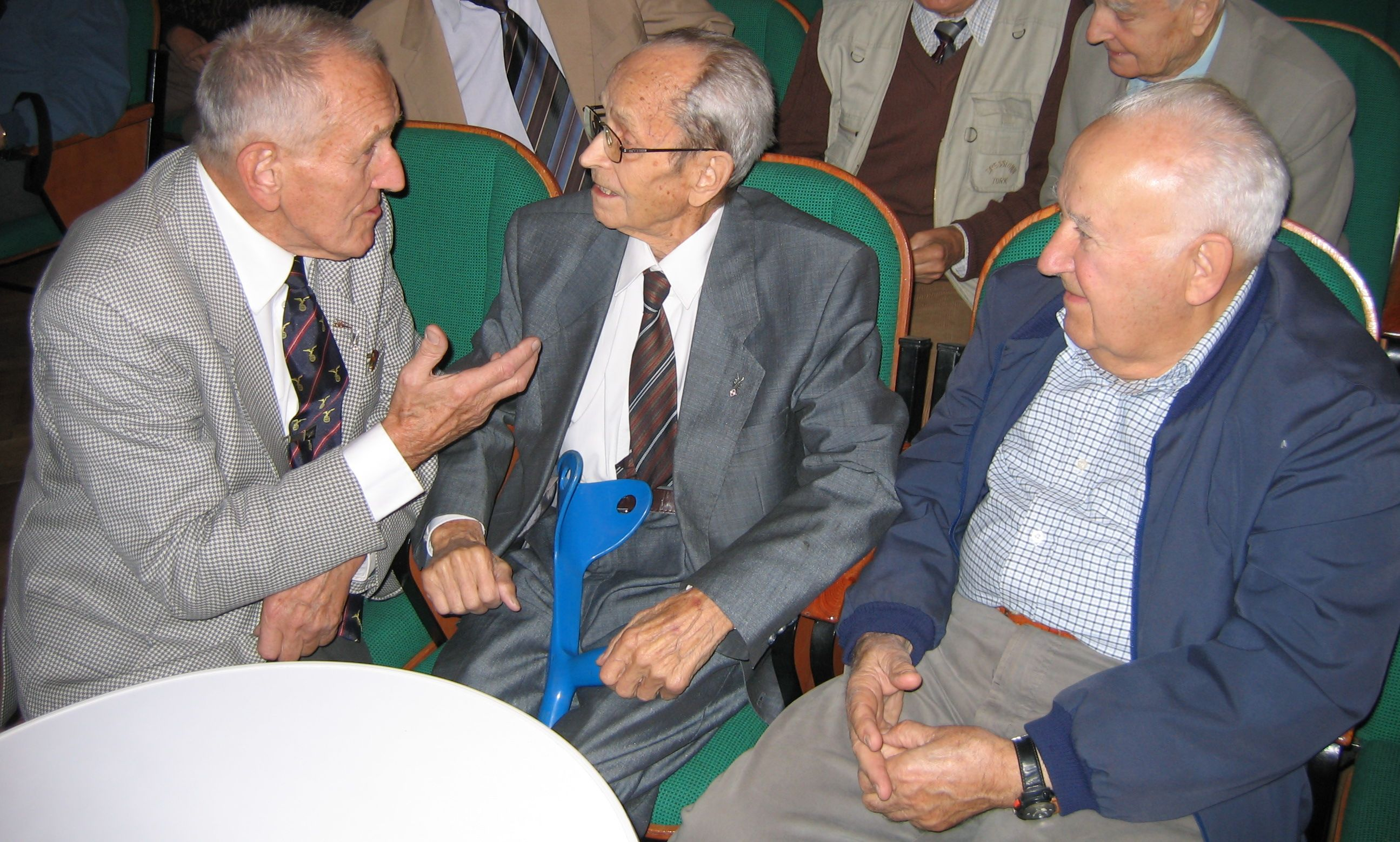
Jedni z twórców programu: od lewej Ryszard Witkowski, Bronisław Żurakowski, Stanisław Wielgus. Zdjęcie z 15.09.2007 r.

Historia śmigłowca BŻ-4 „Żuk” jest pouczająca w co najmniej 3 tezach:
- Po pierwsze pokazuje, iż wiodące rozwiązania konstrukcyjne, patenty, nowatorstwo konstrukcji nie mogą w przypadku śmigłowca zagwarantować sukcesu, gdy za tymi wiodącymi rozwiązaniami nie kryje się wysoka jakość wykonania wszystkich detali i nowoczesne technologie fabrykacji.
- Po drugie pokazuje, że szanse na sukces (w przypadku  maszyny przeznaczonej z założenia do produkcji seryjnej) mogą być zaprzepaszczone już w samym zarodku, gdy potencjał konstrukcyjny twórców projektu okaże się zbyt mały, aby zaprojektować konstrukcję lotniczą możliwie sprawnie (dość szybko i bez istotnych błędów) oraz - co ważniejsze - aby być przygotowanym na szybkie usunięcie usterek które zwykle w czasie prób w locie się ujawniają.
- Po trzecie - że zastosowanie zbyt wielu nowatorskich rozwiązań i detali niesprawdzonych w seryjnym użytkowaniu może skutkować na tyle długim okresem dojrzewania konstrukcji i usuwania „chorób wieku niemowlęcego” – że sama koncepcja może stać się bądź nieaktualna, bądź potencjalny użytkownik (lub zamawiający) nie zechce jej zamówić i użytkować.

Egzemplarz wykorzystywany do prób w locie przekazano, po naprawie, do Wojskowej Akademii Technicznej w Warszawie gdzie był wykorzystywany jako pomoc dydaktyczna. Drugi, nieukończony, prototyp przekazano do Muzeum Lotnictwa Polskiego w Krakowie. Śmigłowiec BŻ-4 Żuk w formie niekompletnej (jako tzw.destrukt) znajduje się w Muzeum Lotnictwa Polskiego w Krakowie.

## Malowanie
Kadłub był pomalowany na kolor zielonooliwkowy. Znajdowała się na nim stylizowana strzała, wykonana podwójną linią i zakończona logo Instytutu Lotnictwa. Na strzale znajdowała się namalowana nazwa śmigłowca. Śmigłowiec nie miał namalowanych znaków rejestracyjnych.

## Konstrukcja
Czteromiejscowy śmigłowiec wielozadaniowy o konstrukcji mieszanej w układzie jednowirnikowym z dodatkowym wirnikiem sterującym i śmigłem ogonowym.
Kadłub o konstrukcji kratownicowej z rur stalowych. W bogato oszklonej części przedniej znajdowała się kabina załogi z dwoma fotelami z przodu oraz kanapą z tyłu. Dostęp do kabiny był możliwy przez dwoje drzwi umieszczone z boków kadłuba. W środkowej części kadłuba znajdował się przedział silnikowy, który przechodził w kratownicową belkę ogonową o przekroju trójkątnym  zakończoną niewielkim statecznikiem. Pokrycie przedziału załogowego wykonano z blachy duralowej, belka ognowa nie posiadała pokrycia.
Napęd stanowił siedmiocylindrowy silnik gwiazdowy WN-4 zamontowany w pozycji poziomej, który napędzał trójłopatowy wirnik nośny z łopatami o konstrukcji drewnianej, zamocowane na sztywno do głowicy. Głowica była zamocowana na wale napędowym na przegubie Cardana. Nad wirnikiem nośnym był zamontowany wirnik sterujący. Rozruch silnika następował za pomocą sprzężonego powietrza, jego chłodzenie zapewniał wentylator osadzony na wale silnika. Silnik był połączony za pomocą wału i sprzęgła rtęciowego z elastycznie zawieszoną głowicą o przełożeniu 10:1.
Podwozie czterokołowe, stałe, bez hamulców. Przednie jednogoleniowe z kołami samonastawnymi i amortyzatorami olejowymi. Tylne dwugoleniowe z amortyzatorami olejowo powietrznymi.